# Comuna Monastîreț, Horodok
Monastîreț (în ucraineană Монастирець) este o comună în raionul Horodok, regiunea Liov, Ucraina, formată din satele Monastîreț (reședința), Mostî, Poleana și Terșakiv.

## Demografie
Componența lingvistică a comunei Monastîreț
     Ucraineană (99,78%)
     Alte limbi (0,22%)
Conform recensământului din 2001, majoritatea populației comunei Monastîreț era vorbitoare de ucraineană (99,78%), existând în minoritate și vorbitori de alte limbi.